# II wojna opiumowa
II wojna opiumowa – zbrojna interwencja kolonialna Wielkiej Brytanii i Francji w Chinach rządzonych przez dynastię Qing. Trwała cztery lata w dwóch etapach, czasami traktowanych jako dwie odrębne wojny: 1856–58 i 1859–60.

## Podłoże
W połowie XIX wieku Chiny znajdowały się w głębokim kryzysie wewnętrznym. Na dużym obszarze państwa trwało powstanie tajpingów. Korzystając z tej sytuacji, państwa zachodnie – Wielka Brytania, Francja i USA wysunęły pod adresem Chin żądania ekonomiczne, przede wszystkim otwarcia Chin dla nieograniczonego handlu. Żądania brytyjskie dotyczyły głównie wymuszenia legalizacji przemycanego od kilku dekad opium. Rząd chiński odrzucił te żądania, co pogłębiło trwające od dłuższego czasu napięcia na linii Chiny-Anglia.
Pretekstem do wojny stała się sprawa statku „Arrow”. Był to statek należący do Chińczyka, z chińską załogą, lecz pływał pod banderą brytyjską (zarejestrowany był w Hongkongu – kolonii brytyjskiej). W dniu 8 października 1856 statek został zatrzymany przez władze chińskie w Kantonie (Guangzhou) pod fałszywym zarzutem przemytu opium i piractwa, a 12-osobowa załoga została aresztowana. Sprawa została następnie rozdmuchana propagandowo, wywołując oburzenie w Wielkiej Brytanii, i posłużyła jako pretekst ekspedycji karnej.

## Pierwszy etap wojny
23 października 1856 eskadra 9 brytyjskich i 2 amerykańskich okrętów (fregat i kanonierek), pod dowództwem kontradmirała Seymoura, wpłynęła na rzekę Xi Jiang i po ostrzale fortów nadbrzeżnych podeszła pod Kanton. 28 i 29 października okręty brytyjskie zbombardowały miasto, powodując duże zniszczenia i śmierć wielu cywilów. Wycofując się, Brytyjczycy zniszczyli forty nadbrzeżne. Atak ten wywołał w Chinach rozruchy przeciw obcokrajowcom, zakończonym zniszczeniem europejskich faktorii handlowych.
Dalsze działania angielskie opóźnił wybuch powstania sipajów w Indiach i przez kolejny rok Anglicy prowadzili jedynie działania morskie przeciw żegludze chińskiej i koncentrowali siły. Z innych państw, do interwencji w Chinach dołączyła Francja. 12 grudnia 1857 sprzymierzone państwa wystosowały ultimatum do namiestnika chińskiej prowincji Guangdong, żądając ustępstw i odszkodowań za spalone faktorie. Po odrzuceniu ultimatum rozpoczęły się działania zbrojne. 28 grudnia okręty brytyjskie i francuskie ponownie ostrzelały Kanton, a 31 grudnia miasto zostało zajęte.
Mimo podjętych rokowań z rządem chińskim, okręty sprzymierzonych 20 maja 1858 zaatakowały forty Dagu leżące na północy u ujścia rzeki Hai He, które następnie zdobyły wysadzając desant. Po zdobyciu Tianjinu w górze rzeki Hai He, droga do Pekinu Kanałem Cesarskim stanęła otworem. Pomimo że siły sojusznicze były za słabe do opanowania stolicy, rząd cesarski zgodził się na pokój. Podpisano go 13 czerwca 1858 w Tianjinie. Traktat przewidywał m.in. otwarcie dla handlu zagranicznego większości portów chińskich i legalizację handlu opium. Traktat miał być ostatecznie ratyfikowany po roku.

## Drugi etap wojny
Pomimo podpisania traktatu pokojowego, w następnym roku doszło do dalszych działań wojennych, określanych też jako trzecia wojna opiumowa. Powodem ich stało się przegrodzenie przez Chińczyków ujścia rzeki Hai He zagrodą i wzmocnienie fortów Dagu leżących nad jej ujściem, co Europejczycy uznali za początek kolejnej wojny. 20 czerwca 1859 Chińczycy odmówili przepuszczenia sojuszniczych okrętów do Tianjinu. Wobec tego, Brytyjczycy postanowili zaatakować forty z morza. 25 czerwca eskadra 10 kanonierek rozpoczęła ostrzeliwanie fortów, lecz okręty nie mogły sforsować zagród z bali i łańcuchów, a od skutecznego ognia chińskich baterii nadbrzeżnych zatonęły 3 kanonierki, dalsze odniosły uszkodzenia. Próba wysadzenia desantu załamała się i sojusznicy zmuszeni byli wycofać się ze stratami.
Niepowodzenie pod Dagu wywołało wielki oddźwięk propagandowy w Anglii i Francji. Pod hasłem pomszczenia zniewagi wysłano do Chin 12-tysięczny ekspedycyjny korpus brytyjski i 7-tysięczny francuski. 8 czerwca 1860 rząd chiński odrzucił złożone 8 marca ultimatum sojuszników, domagających się „zadośćuczynienia”. Siły sojusznicze najpierw zajęły jako bazę wypadową wyspy Zhoushan oraz port Yantai na półwyspie Szantung.
1 sierpnia 1860 wojska brytyjskie i francuskie wylądowały na północ od ujścia Hai He, koło Beitang, po czym 21 sierpnia wojska interwencyjne zaatakowały i zdobyły od lądu forty Dagu, przy wsparciu okrętów. Następnego dnia wojska sojusznicze zajęły Tianjin, a 7 października, pokonując niewielki opór Chińczyków, dotarły do Pekinu, opuszczonego jednak wcześniej przez dwór cesarski. Pałac cesarski został następnie splądrowany przez okupantów.

## Podsumowanie
24 października w Pekinie zawarto pokój, ratyfikując poprzedni traktat z Tianjin. W zawartym traktacie pokojowym porty chińskie zostały otwarte dla handlu z Wielką Brytanią i Francją, w tym także handlu opium. Kupcy tych państw, oraz Rosji i USA, uzyskali przywileje w handlu z Chinami. Dodatkowo Rosja, która nie brała udziału w II wojnie opiumowej, uzyskała sporne terytoria położone na lewym brzegu Amuru. Ponadto Wielka Brytania uzyskała południową część półwyspu Kowloon, a Chiny zobowiązały się do zapłacenia wysokich reparacji za zniszczone faktorie. Tianjin został otwarty dla handlu, a w Pekinie, do tej pory zamkniętym dla cudzoziemców, otwarto ambasady zwycięskich państw. Misjonarze chrześcijańscy uzyskali też prawo do szerzenia religii i posiadania własności.